# Casa Quemada, Veracruz
Casa Quemada är en ort i Mexiko.   Den ligger i kommunen Cosautlán de Carvajal och delstaten Veracruz, i den sydöstra delen av landet, 220 km öster om huvudstaden Mexico City. Casa Quemada ligger 1 363 meter över havet och antalet invånare är 565.
Terrängen runt Casa Quemada är kuperad åt nordost, men åt sydväst är den bergig. Terrängen runt Casa Quemada sluttar österut. Runt Casa Quemada är det ganska glesbefolkat, med 38 invånare per kvadratkilometer. Närmaste större samhälle är Coatepec, 14,6 km norr om Casa Quemada. I omgivningarna runt Casa Quemada växer i huvudsak städsegrön lövskog.